# Curel, Haute-Marne

Curel este o comună în departamentul Haute-Marne din nord-estul Franței. În 2009 avea o populație de 418 de locuitori.

## Evoluția populației
| An        | 1975 | 1982 | 1990 | 1999 | 2006 | 2009 |
| --------- | ---- | ---- | ---- | ---- | ---- | ---- |
| Populație | 508  | 505  | 485  | 424  | 414  | 418  |